# دياريو 16 (صحيفة)
دياريو 16 كانت صحيفة إسبانية مقرها في مدريد، وكانت موجودة من عام 1976 حتى 2001.
تأسست بواسطة محرري المجلة كامبيو 16، وتم نشر عددها الأول في 18 أكتوبر 1976، مما جعلها — بعد صحيفة إل باييس — واحدة من أولى الصحف التي تم إنشاؤها بعد انتهاء دكتاتورية فرانسيسكو فرانكو. تميزت خطتها التحريرية بالدفاع عن الحريات المدنية والحقوق الفردية، مما جعلها رمزًا لـ الانتقال الإسباني. وقد مر على تحرير الصحيفة العديد من الصحفيين البارزين مثل خوان توماس دي سالاس (المؤسس)، ميغيل أنخيل أغيلار، غريغوريو موران، فرانسيسكو سيريسيدو، بيدرو ج. راميريز، فيديريكو خيمينيز لوسانتوس، جوستينو سينا، فيرناندو سانشيز دراغو، غونزاليس أوربانيجا وخوسيه لويس غوتيريز، من بين آخرين.
أصبحت الصحيفة مشهورة بفضل تقاريرها الاستقصائية، حيث كشفت عن عملية غالاكسي وقضية غال. ولكن في بداية عقد التسعينات، بدأت تعاني من صعوبات اقتصادية بسبب خروج بيدرو ج. راميريز من الإدارة، وإنشاء صحيفة إل موندو، التي أخذت منها جزءًا كبيرًا من قرائها. في عام 1997، قدمت الصحيفة إعلان إفلاس طوعي، ولكن تم التوصل إلى أن مجموعة فوز اشترت حقوق الصحيفة في يناير 1998. وعلى الرغم من ذلك، استمرت المشاكل، وأوقفت دياريو 16 نشرها في 7 نوفمبر 2001.

## التاريخ

### ولادةدياريو 16(1977 إلى 1980)
يعود أصل الصحيفة إلى مجلة كامبيو 16 التي كانت تصدرها مجموعة 16. تحت هذه المجلة تم تصور دياريو 16، وهي صحيفة يومية عامة المعلومات برئاسة لويس غونزاليس سيارا ومدير عام خوان توماس دي سالاس. تم نشر أول عدد من الصحيفة في 18 أكتوبر 1976، وكانت تصدر في فترة ما بعد الظهر وبسعر 12 بيزيتا. في افتتاحيتها الأولى، تم تحديد الهدف الذي يقول: «مراقبة عن كثب سير الأمور في الدولة لمنع تركيز السلطة الضخم في يد القلة من أن يكتسح حرية الكثرة ويدمر البلاد»، في إشارة إلى تأسيس الديمقراطية بعد وفاة الدكتاتور فرانسيسكو فرانكو. ولتحقيق ذلك، تم تبني خط عمل مشابه لذلك الذي كان في كامبيو 16. في الحملة الإعلانية، تم استخدام أغنية «الحرية بلا غضب» من فرقة جارشا، التي أصبحت واحدة من الأناشيد الشهيرة الانتقال الإسباني.
خلال الأشهر الأولى، التي تولى فيها ريكاردو أوترّيا إدارة الصحيفة، واجهت الصحيفة صعوبات اقتصادية ولم تتحقق التوقعات التي تم توليدها عند إطلاقها، حيث كانت التوزيعة الأولية محدودة بسبب نقص السيولة المالية. ترك أوترّيا الإدارة في مارس 1977، ليحل محله ميغيل أنخيل أغويلار، الذي خلال فترة ولايته واجه التحديات المستمرة بسبب نقص حرية الصحافة التي كانت لا تزال قائمة في البلاد. في الواقع، تم تقديمه هو والصحفيان غريغوريو موران وفرانسيسكو سيريسيدو للمحاكمة بسبب مجموعة من المقالات التي كانت تنتقد مانويل فراغا إيريباني، مما أدى إلى مصادرة الصحيفة. كما كان دياريو 16 واحدًا من الصحف التي دعمت قانونية حزب العمال الشيوعي الإسباني، من خلال المقال المشترك «لا لإحباط الأمل». في 26 يونيو 1977، تعرض مقر الصحيفة لاعتداء من قبل مجموعة إرهابية GRAPO.
حقق دياريو 16 شهرة واسعة بعد أن كشف عن محاولات الانقلاب ضد الديمقراطية مثل ما عُرفت عملية غالاكسي (1980). استطاعت الصحيفة أن تثبت وجودها في الأكشاك، وأرست قاعدة من القراء، وركزت على العمل الصحفي الاستقصائي على حساب اعتبارات أخرى. ومع ذلك، استمرت مشكلاتها الاقتصادية. تم إقالة أغويلار في مايو 1980 بسبب انخفاض التوزيع ونقص الإيرادات الإعلانية، ليحل محلّه جستينو سينا كمدير مؤقت. في تلك الفترة، كان يتم بيع نحو 50,000 نسخة، وكان الديون تتجاوز الـ 40 مليون بيزيتا.
فترة بيدرو جي. راميريز (1980 إلى 1989)

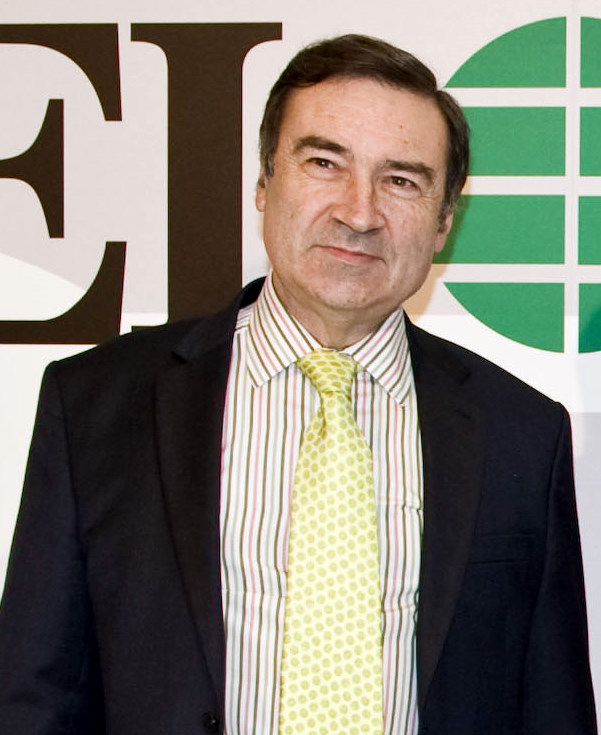
بيدرو جي. راميريز ترأس "دياريو 16" من 1980 حتى 1989.

في 17 يونيو 1980، وافق مجلس المؤسسين على تعيين بيدرو جي. راميريز، القادم من صحيفة ABC، في منصب المدير، الذي تولاه في اليوم التالي. كانت أهدافه هي زيادة مبيعات الصحيفة، والخروج من الأرقام السلبية، والمنافسة مع الصحف الكبرى. أصبح "دياريو 16" صحيفة صباحية، وكان من بين أول القرارات التي اتخذها تحرير الصحيفة كل أيام الأسبوع. حتى عقد الثمانينيات، لم تكن أي صحيفة تُنشر يوم الإثنين، وكان ذلك اليوم مقتصرًا على الصحف الرياضية فقط وHoja del Lunes، التي كانت تُحررها جمعيات الصحافة. على الرغم من أن هذه الخطوة كانت قد أثارت تحقيقًا من قبل الأمانة العامة للمعلومات، قرر القائمون على الصحيفة الاستمرار في هذه الخطوة — حيث تم رفع الدعوى ضد الصحيفة في 4 ديسمبر 1980— وفتح النقاش لإلغاء هذا القرار، مما سمح لبقية الصحف باتباع نفس الخطوة.
في الانقلاب العسكري عام 1981، نشر "دياريو 16" خمس إصدارات خاصة. أولها لم يُنشر حتى الساعة 23:30، وتضمن افتتاحية بعنوان «دفاعًا عن الدستور». ومن الأعداد الخاصة الأخرى كان العدد المخصص لفوز الحزب الاشتراكي العمالي الإسباني في الانتخابات العامة لعام 1982، والذي بيع منه أكثر من 700,000 نسخة. مع مرور السنوات، زادت الإيرادات الإعلانية وبدأت الصحيفة في نشر صفحات ملونة بشكل منتظم، كانت في السابق مخصصة للأحداث الخاصة فقط، بالإضافة إلى نشر ملحقات موضوعية. كان أحد هذه الملحقات هو الملحق الخاص بالأطفال Gente Pequeña، الذي كان يُنشر كل يوم أحد.
في عام 1987، بدأت مرحلة من أكبر التأثيرات الإعلامية مع فتح قضية GAL واكتشاف خزنة تحتوي على معلومات حاسمة بواسطة ريكاردو أركويز، الصحفي الذي بدأ التحقيق عندما كان يعمل في الصحيفة الباسكية Deia. انغمست الصحيفة في القضية وخصصت لها تقارير موسعة حول المؤامرة ووجود شخصيات مثل الشرطي خوسيه أميدو، ومع ذلك، في عام 1989، ظهرت خلافات في إدارة الصحيفة. أدى متابعة قضية GAL إلى وقوع عدة خلافات بين بيدرو خافيير راميريز وخوان توماس دي سالاس، الذي كان يعارض طريقة المعالجة الإعلامية للقضية، بل كتب مقالًا قال فيه «لقد أدنّا أميدو دون محاكمته». النقطة التي أفاضت الكأس كانت نشر الافتتاحية بعنوان «الوردة والكبوش»، التي كانت نقدية للغاية تجاه الحكومة الاشتراكية، ونشر صور لأربعين من القتلة المشتبه فيهم الذين ينتمون إلى GAL.
في 8 مارس 1989، قام خوان توماس دي سالاس بفصل بيدرو خافيير راميريز من منصب المدير. في ذلك الوقت، كانت "دياريو 16" تبيع 150.000 نسخة يوميًا، وكانت قد ضاعفت إيراداتها الإعلانية. تضامنًا معه، استقال كل من ألفونسو دي سالاس (شقيق خوان توماس)، بالبينو فراغا وخوان غونزاليس، الذين جمعوا فيما بعد 850 مليون بيزيتا لإنشاء شركة وحدة تحريرية، التي تولت إصدار صحيفة جديدة.
بينما أُعلن المدير السابق أن مغادرته كانت بسبب ضغوط من الحكومة، قال الناشر إن القرار اتُخذ بسبب الخلافات حول الخط التحريري:
الصحفيون الذين غادروا Diario 16 أنشأوا El Mundo del Siglo XXI في 23 أكتوبر 1989، مع بيدرو خافيير راميريز كمدير. العديد من الصحفيين مثل ميلشور ميراليس، ألفونسو روخو، خوان كارلوس لافينا وفورغيس انتقلوا إلى النشر الجديد.
أزمة مجموعة 16 (1989 - 1998)
بالتوازي مع ذلك، في أبريل 1989، اشترت الشركة الفرنسية هيرسانت (التي تنشر لو فيغارو) 31٪ من مجموعة 16 في عملية مفاجئة اعتبرها دي سالاس "مناورة عدائية". كانت الأسهم التي تم شراؤها تعود إلى روموالدو دي توليدو سانز، سيزار بونفياني ألكانتارا وألفونسو دي سالاس، من بين آخرين. رغم ذلك، تمكن المدير العام لمجموعة 16 من الاحتفاظ بـ 60٪ من الحصص. خلال أقل من عام، تم استبدال باديا في الإدارة بـ جستينو سينا.
حصلت هيرسانت على اتفاق مبدئي في عام 1992 للاستحواذ على السيطرة الكاملة على الصحيفة، لكن المفاوضات انهارت بعد أسابيع قليلة. في نفس العام، تولى خوسيه لويس غوتيريز، أحد الأسماء البارزة في مجموعة 16، الإدارة، حيث اضطر عند وصوله إلى التعامل مع وضع سيء: على الرغم من بيع أكثر من 180,000 نسخة يومياً، عاد Diario 16 إلى الأرقام السلبية، وأصبح من الصعب عليه التنافس مع El Mundo. لذلك، اعتمد خطاً تحريرياً نقدياً ضد حكومة فيليبي غونزاليس، وزاد من تركيزه على التحقيقات الصحفية. كان المثال الأكثر شهرة هو نشر تقرير في نوفمبر 1993 حول ثروة لويس رولدان إيبانييث، مدير الحرس المدني، الذي تم فتح تحقيقات قضائية بشأنه. حصل الصحفيان خوسيه ماريا إيروجو وخيسوس ميندوزا على جائزة أورتيغا وجاست لعام 1995 عن هذا العمل.
ومع ذلك، كانت الوضعية داخل الشركة معقدة للغاية. اضطر خوان توماس دي سالاس إلى التنازل عن رئاسة الصحيفة في عام 1993 لصالح رجل الأعمال خيسوس دي رامون-لاكّا، بناءً على طلب الدائن الرئيسي للشركة، بنك Banco Central Hispano (BCH). تولى الرئيس الجديد منصبه وقام بفرض قيود على الرواتب، وتخفيضات في النفقات، وإجراءات تسريح جماعي. ازدادت الأمور تعقيداً عندما توقف العمال عن تلقي رواتبهم، حتى أنهم قرروا الإضراب. في يوليو 1994، ترك دي سالاس أسهمه المتبقية في Cambio 16 وDiario 16 لصالح رامون-لاكّا، رغم أنه استمر في ارتباطه بالمجموعة كمستشار تحرير. وافق مجلس مدريد، برئاسة جواكين ليغوينيا، بالإجماع على قرض بقيمة 360 مليون بيسيتا، والذي وفقًا للمؤسس لم يتم منحه أبدًا.
في سبتمبر 1995، أٌكد بيع مجموعة 16 لرجل الأعمال خوسيه لويس دومينغيز، المدير السابق لشركة أمستراد (Amstrad) في إسبانيا. طلب الناشر تخفيضًا بنسبة 80% من الديون (8.000 مليون بيسيتا لمصلحة الضرائب والضمان الاجتماعي)، على أن يدفع مجموعة 16 باقي المبلغ خلال فترة عشر سنوات. ومع ذلك، لم يتم التوصل إلى اتفاق.
```
وفي ديسمبر من نفس العام أٌعلن عن توقف المدفوعات، وطٌرد خوسيه لويس غوتيريز في يناير 1996 وخلال أقل من عام تم تعيين أربعة مدراء، حيث أٌقيل 
إميليو أروخو
، خليفته، بعد أشهر قليلة بسبب طلبه دفع الرواتب للموظفين. ثم جاء 
فيرناندو رينلاين
، المدير المساعد السابق. وبعد إضراب طويل بسبب التأخير في دفع الرواتب، والذي أدى إلى عدم نشر الصحيفة لفترة، قام دومينغيز بتسليم جميع أسهمه إلى خوان توماس دي سالاس، الذي عاد لاستعادة الشركة التي أنشأها وأصبح المسؤول الجديد.
خلال هذه الفترة، تمكنت الصحيفة من البقاء على قيد الحياة بفضل ضمان من 
المعهد الرسمي للائتمان
.
```

أثرت الأزمة في الصحيفة أيضًا على خطها التحريري. خلال تلك الأشهر، اضطر دياريو 16 إلى التكيف مع وسائل أكثر بدائية مما كان معتادًا، وفي عام 1997 اعتمدت الصحيفة عناوين مثيرة للجدل، مثل تلك التي كانت موجهة ضد خافيير غوميث دي ليانو خلال محاكمته ضد سوجيكابل، حيث تم وسمه بـ "المجنون" من خلال مونتاج صورة. كما كانت هناك عنوان آخر مثير للجدل مخصص لجريمة قتل ميغيل أنخيل بلانكو، حيث تم وصف منظمة إيتا الإرهابية بـ "أبناء الكلاب".
على الرغم من أن مجلات مجموعة 16 تمكنت من الاستمرار، إلا أن الصحيفة استمرت في تراكم الخسائر. في 21 مايو 1997، نشرت دياريو 16 نداءً إلى قرائها على غلافها، طالبة منهم التبرعات. بالإضافة إلى ذلك، اتهم خوان تومات دي سالاس بيدرو ج. راميريز وحكومة خوسيه ماريا أزنار بمحاولة إغلاق الصحيفة. في يوليو من نفس العام، طلبت الشركة الناشرة "إمبريسا" إعلان الإفلاس الطوعي، حيث كانت تدين بمبلغ 22,000 مليون بيزيتا (أكثر من نصف هذا المبلغ كان للمقرضين و1,500 مليون للمحترفين). بعد الموافقة على خطة للبقاء على قيد الحياة، ترك دي سالاس منصبه كمدير وتم طرح دياريو 16 للبيع في مزاد علني. في وقت إعلان الإفلاس، كان عدد العاملين في الصحيفة 193 موظفًا.
بيعها إلى مجموعة فوكس واختفاءها (1998-2001)
كانت مجموعة فوكس، ناشرة "لا فوكس دي غاليسيا" ومالكة العديد من محطات الراديو، هي المشتري الوحيد المهتم، وفي 15 يناير 1998، استحوذت على السيطرة الكاملة على الصحيفة وجميع إصداراتها (باستثناء إصدار أندلسيا) مقابل 527 مليون بيزيتا، من خلال موزع غاليغو للنشر. تولى ألفريدو فَرا (رئيس تحرير لا فوكس) منصب المدير المؤقت وبدأ، مع فريق من 16 موظفًا فقط، بتجديد الشركة. وبعد شهرين، تم استبداله بإنيكي توريس.
أٌطلقت الصحيفة مجددًا في 5 مايو 1998، وفي افتتاحيتها انتقدت "الاستقطاب" في الصحافة الإسبانية. كان التغيير الأبرز هو هيكلة الصحيفة إلى قسمين: الأول كان قسمًا إخباريًا يضم الأخبار المحلية والدولية والرياضة، بينما كان القسم الآخر هو المُلحق المركزي المُسمى SOS (اختصار لـ "المجتمع", "الترفيه", و*"الخدمات"*). وعلى الرغم من هذه التغييرات، لم يتمكن الصحيفة من إيقاف فقدان القراء، وتم استبدال توريس في عام 1999 بالصحفي الغاليقي لويس فينتوسو.
في 23 يونيو 2000، أٌطلق تصميم جديد لجريدة دياريو 16 بهدف إعطائها صورة مغايرة تمامًا عن سابقاتها. تضمن الشعار الجديد كلمة "أبيرتو" (أي "مفتوح")، في إشارة إلى "كل التقليد الكبير الليبرالي من أجل الدعوة إلى هيمنة المجتمع المدني على الدولة"، بالإضافة إلى احترام أي معتقد ديني أو حالة جنسية، كما عززت الصحيفة تركيزها على المعلومات المتعلقة بالمجتمع لتمييز نفسها عن باقي الصحف الوطنية. كما تم إطلاق حملة إعلانات كبيرة للتعريف بالتغييرات الجديدة.

وفي هذا السياق، صرح لويس فينتوسو عن الخط التحريري للجريدة قائلاً:
"نحن نتمسك بموقف انفتاحي ليبرالي لأننا نؤمن أولاً وقبل كل شيء بمبادرة الأفراد واحترام حقوقهم الشخصية. نفهم الليبرالية على أنها ممارسة الفطرة السليمة البحتة: يجب أن يكون دور الدولة هو تنظيم الأمور فقط، لأنه إذا شاركت بشكل مفرط فإنها تصبح قاضيًا ومتهمًا في آن واحد، مما ينتهك المبادئ الأساسية للعدالة. نحن نريد تجاوز المفاهيم القديمة حول اليمين واليسار".
لكن التغييرات الجديدة لم تحل المشكلة. في بداية عام 2001، سجل مجموعة فوز عجزًا بقيمة 200 مليون بيزيتا ناتج فقط عن دياريو 16، حيث أن بقية وسائل الإعلام التابعة للمجموعة كانت تحقق أرباحًا. هذا الأمر دفع سانتياغو ري، الشخصية التاريخية في المجموعة، إلى استعادة منصب المدير العام لـ"فوز" وإبعاد المروجين للشراء. ومع وجود 68,000 قارئ يوميًا فقط، وانخفاض بنسبة 23% مقارنة بالدورة السابقة من EGM، تولت مجموعة فوز إدارة الصحيفة من قبل صحفيين ( فرناندو غونزاليس أوربانيا و إنريكي باديا)، وأوكلت إليهما تطبيق خطة جديدة للبقاء، شملت تغييرات في الخط التحريري وزيادة الحضور على الإنترنت.
وحدد الناشر مهلة ثلاثة أشهر للعثور على مستثمرين جدد. في حال تمكنوا من جمع 3,000 مليون بيزيتا من خلال زيادة رأس المال، كان يلتزم بالبقاء في المساهمين. لكن لم تقدم أي عروض، وفشلت العملية. كان هناك مستثمران مهتمان، لكن كلاهما انسحب بعد هجمات 11 سبتمبر 2001. في 31 أكتوبر 2001، تم عرض الصحيفة للبيع بسعر رمزي (بيزيتا واحدة)، لكن آخر مشتر محتمل، وهو مجموعة من فالنسيا متخصصة في الصحافة المتخصصة، انسحب أيضًا من المزايدة.
في 7 نوفمبر 2001، نشر دياريو 16 آخر عدد له (العدد 8,824)، بعد أن فشل في مواجهة خسائر تجاوزت 4,400 مليون بيزيتا. وأثر الإغلاق على 118 موظفًا كانوا لا يزالون في الصحيفة. في ذلك العام، وصف إنريكي كليمنتي الإغلاق بأنه "مأساة"، بينما أشار لجنة العمل إلى أن السبب كان "إدارة سيئة وغير مسؤولة من مجموعة فوز التي اشترت الصحيفة قبل أربع سنوات"، مع مشاريع "افتقدت للجدية والانضباط".
تسلمت جامعة سيو سان بابلو الأرشيف الكامل لدياريو 16، وفي عام 2012 قامت بإعارته إلى متحف أدولفو سواريز والانتقال في سيبرييروس (مقاطعة أفيلا)، وهو في طور الرقمنة حاليًا.
في 6 ديسمبر 2015، بعد 14 عامًا من إغلاق الصحيفة، تم استعادة علامة "دياريو 16" لإطلاق إصدار رقمي جديد لا علاقة له بالتاريخ الطويل للصحيفة. ومنذ 18 مارس 2017، وبمناسبة الذكرى الأربعين لتأسيسها، بدأت نفس العلامة في نشر مجلة شهرية متخصصة في المعلومات العامة.

## أبرز الأخبار في "دياريو 16"

### محاولات الانقلابات العسكرية
كان "دياريو 16" من أول الصحف في مدريد التي كشفت عن مؤامرة عسكرية تُعرف بـ عملية غالاكسي، حيث كان عدة ضباط عسكريين يخططون لوقف الانتقال إلى الديمقراطية والإصلاحات التي فرضتها الدستور الإسباني. وكان من بين أبرز المحرضين على هذه المؤامرة أنطونيو تيخيرو وريكاردو ساينز دي إينسترياس، وكان من المفترض أن تنفذ قبل الاستفتاء على الدستور الإسباني في 6 ديسمبر 1978.
وفي وقت لاحق من نفس العام، كشف الصحيفة تحت إدارة ميغيل أنخيل أغيلار في 26 يناير 1980 عن أن الجنرال لويس توريس روخاس تم عزله من الفرقة المدرعة برونيت بسبب تخطيطه لانقلاب عسكري لمدة شهرين. وكانت المصادر التي قدمت هذه المعلومات هي الكابتن تومو ريكو المتمركز في مدينة مليلة. بسبب هذا التقرير، تم استدعاء أغيلار للإدلاء بشهادته أمام محكمة عسكرية، وعلى الرغم من أنه لم يتمكن من إثبات تورط الجنرال في الحادثة، إلا أن توريس كان من بين المشاركين في انقلاب 1981.
خلال أحداث 23-F، كان "دياريو 16" من بين الصحف القليلة التي تجرأت على إصدار نسخ خاصة ضد الانقلاب قبل تدخل الملك عبر التلفزيون. أول إصدار خاص لها لم يُنشر حتى الساعة 11:30 مساءً، وكان يتضمن افتتاحية بعنوان «دفاعًا عن الدستور».
وبعد عدة أشهر من الأحداث، نشرت الصحيفة على صفحتها الأولى شهادة أنطونيو تيخيرو أمام القاضي العسكري في ثلاثة أجزاء، تحت عنوان «المؤامرة». رفضت باقي الصحف نشر هذه المعلومات، لأنها كانت تنتهك سرية التحقيقات، ولأنها كانت تعتبر دعمًا للنظريات المؤامراتية التي يروج لها الانقلابيون.
قضية GAL
كانت قضية GAL (Grupos Antiterroristas de Liberación) من أبرز القضايا التي كشف عنها الصحافي ريكاردو آرکس في عام 1987، حيث بدأ تحقيقه في هذه القضية أثناء عمله في الصحيفة الباسكية Deia. في تلك الفترة، كان يتواصل مع مصدر مجهول أشار إليه إلى خوسيه آميدو كقائد للمجموعة شبه العسكرية GAL، وهي مجموعة كانت تحارب إرهاب ETA باستخدام العنف، وكانت وراء العديد من الحوادث البارزة مثل اختطاف رجل الأعمال ثاني ماراي.
انضم آرکس إلى فريق التحقيق في Diario 16 في يوليو 1987، وأرشدته نفس المصدر المجهول إلى وجود زولو (مخبأ) في كول دو كورلكو (فرنسا). في أغسطس من نفس العام، تم اكتشاف هذا المخبأ بواسطة آرکس وميلشور ميراليس، رئيس التحرير في ذلك الوقت. نشر الصحيفة على مدار خمسة أيام محتوى الوثائق والملفات الشرطية التي تم العثور عليها، كما قدمت أدلة تثبت تورط آميدو في هذه المجموعة.
كان التحقيق في قضية GAL سببًا رئيسيًا للخلافات بين الناشر خوان توماس دي سالاس ومدير الصحيفة بيدرو جي. راميريز، وانتهت تلك الخلافات بإقالة الأخير في مارس 1989 بعد نشر افتتاحية بعنوان «الوردة والبراعم» وتقارير كشفت وجوه أعضاء المجموعة. استمرت التحقيقات حول تمويل GAL عبر وزارة الداخلية في صحيفة إل موندو.
قضية رولدان
في 23 نوفمبر 1993، كشف Diario 16 عن فضيحة فساد تتعلق بـلويس رولدان، مدير الحرس المدني منذ عام 1986، حيث أظهرت التحقيقات أن رولدان كان يمتلك العديد من الفيلات والأراضي القابلة للتطوير رغم أنه كان يتقاضى راتبًا شهريًا قدره 400,000 بيزيتا فقط. كان العنوان الرئيسي في الصحيفة: «ثروة رولدان زادت بمقدار 400 مليون منذ أن أصبح رئيسًا للحرس المدني»، وكتب التقرير الصحافي خوسيه ماريا إيروجو وخيسوس ميندوزا.
على إثر هذه التحقيقات، تم عزل رولدان من جميع مناصبه في 3 ديسمبر 1993. ومع استمرار التحقيقات حول ثروته، كشفت صحيفة إل موندو في عام 1994 أن مسؤولين في وزارة الداخلية كانوا يوزعون أموالًا من الصناديق الخاصة لدفع مكافآت سرية للعديد من كبار المسؤولين، بما في ذلك رولدان نفسه.
حصل إيروجو وميندوزا على جائزة أورتيغا إي غاسيت لعام 1995 تقديرًا لعملهم في كشف هذه الفضيحة الكبيرة التي كانت تفضح الفساد داخل مؤسسات الدولة.

## مدراء دياريو 16
على مدار تاريخه، مرَّ دياريو 16 بعدد من المدراء الذين شكلوا مراحل مختلفة في تاريخ الصحيفة. فيما يلي قائمة بالمديرين:
ريكاردو أوترِيا (1976 إلى 1977)
ميغيل أنخيل أغيلار (1977 إلى 1980)
(الصورة: ميغيل أنخيل أغيلار، مدير دياريو 16 من 1977 حتى 1980.)
خوسيه لويس جوتيريز (1980، مدير بالإنابة)
بيدرو جي. راميريز (1980 إلى 1989)
إنريكي باديا (1989 إلى 1990)
خوسيه لويس جوتيريز (1990 إلى 1992)
إدواردو بيرالتا دي آنا (1996، مدير بالإنابة)
إميليو أروخو (1996)
فرناندو راينلين (1996)
خوان توماس دي سالاس (1996 إلى 1997)
ألفريدو فارا (1998، مدير بالإنابة)
إينياكي توريس (1998 إلى 1999)
لويس فينتوسو (1999 إلى 2001)
أنخيل غارسيا فرنانديز (فبراير 2001)
فرناندو غونزاليس أوربانييغا و إنريكي باديا (يوليو 2001)
إنريكي كليمنتي (2001)
تولى هؤلاء المدراء المسؤولية في فترات مفصلية، حيث واجهوا تغييرات اقتصادية وسياسية متعددة.